# Sandra Mason
Dame Sandra Mason, née le 17 janvier 1949 à Saint Philip, à la Barbade, est une magistrate et femme d'État barbadienne. Dernier gouverneur général de 2018 à 2021, elle devient la première présidente de la Barbade le 30 novembre 2021 après l'abolition de la monarchie barbadienne.

## Biographie
Après avoir fait une carrière dans le droit, Sandra Mason exerce comme juge et occupe différentes fonctions, comme celles d'ambassadrice de la Barbade au Venezuela, de présidente de la CARICOM et de présidente du Comité des droits de l'enfant des Nations unies. Elle est désignée gouverneur général de la Barbade le 27 décembre 2017 et entre en fonction le 8 janvier 2018.
Le 16 septembre 2020, elle annonce que son pays abolira la monarchie et deviendra une république le 30 novembre 2021. Dans un discours, écrit par la Première ministre Mia Mottley, elle déclare : « Ayant obtenu son indépendance il y a plus d'un demi-siècle, notre pays ne peut nourrir aucun doute sur ses capacités à s'autogérer ». L'avènement de la république met fin au règne barbadien d'Élisabeth II, dont le gouverneur général est le représentant dans l'île.

Dame Sandra Mason signant le livre de condoléances après la mort de la reine Élisabeth II (septembre 2022).

Le 21 août 2021, Sandra Mason est choisie comme candidate pour l'élection présidentielle au scrutin indirect. L'abolition de la monarchie barbadienne est formellement votée à l’unanimité par l'Assemblée de la Barbade le 29 septembre suivant.
Le 20 octobre 2021, Sandra Mason est élue première présidente de la Barbade lors d'un scrutin séparé par l'Assemblée de la Barbade avec 27 voix pour et par le Sénat avec 18 voix pour. Elle prête serment le 30 novembre suivant lors d'une cérémonie en présence du prince Charles,. Le pays, précédemment royaume du Commonwealth, devient une république du Commonwealth. Bien qu'elle soit théoriquement le chef d'État de la Barbade, dans la pratique, son rôle demeure essentiellement honorifique, tout comme son rôle précédent de gouverneur général.

## Distinctions
- Ordre de la Barbade. Dame principale de St Andrew (DA) le 8 janvier 2018[10].
- Ordre de Saint-Michel et Saint-Georges. Dame grand-croix (GCMG) le 8 janvier 2018[11].
- Très vénérable ordre de Saint-Jean. Dame de grâce (DStJ) le 29 mai 2018[12].
- Ordre de la liberté de la Barbade. Membre (FB) le 30 novembre 2021[13].